# Sub specie æternitatis

Sub specie æternitatis (en latin : « sous l'aspect de l'éternité » ou encore, d'une façon moins littérale, « de toute éternité ») est une notion à la fois religieuse et philosophique qui remonte à l'herméneutique de la Torah. Développée par Spinoza, cette métaphysique de la non-temporalité est illustrée par Ludwig Wittgenstein.
Une vision du monde sub specie æternitatis est antinomique d'une vision sub specie durationis, « sous l'aspect de la durée ».

## Histoire

### Herméneutique juive
En théologie, la vision sub specie æternitatis correspond à un principe herméneutique majeur du judaïsme qui pose une lecture non temporelle et non diachronique de la Bible, placée sous le signe de l'éternité. Il s'énonce par la formule : « Il n'y a ni avant ni après dans la Torah. »

### L'éternité et la durée
En analysant les attributs de Dieu (le Deus sive Natura) dans l'Éthique, Spinoza postule qu'« il est de la nature de la raison de percevoir les choses sous la forme de l’éternité (sub specie æternitatis). » Pour Spinoza, « l’âme humaine ne peut entièrement périr avec le corps ; il reste quelque chose d’elle, quelque chose d’éternel » ; cette âme, « en tant qu’elle enveloppe l’essence du corps sous le caractère de l’éternité, est éternelle, et [...] cette existence éternelle ne peut se mesurer par le temps ou s’étendre dans la durée. »
Dans la perspective spinozienne, l'articulation rationnelle entre l'éternité et la durée conduit à distinguer deux manières d’appréhender les choses : soit en lien avec le temps et le lieu,  c'est-à-dire sous l'aspect de la durée, soit sub specie æternitatis, c'est-à-dire « sous leur aspect éternel comme des conséquences nécessaires contenues en Dieu », écrit Chantal Jaquet. Cette seconde approche « saisit la nécessité de l’existence des choses en tant qu’elles sont comprises dans la nature de Dieu. Généralement, Spinoza emploie l’expression sub specie æternitatis pour qualifier la façon vraie ou réelle de concevoir les choses contenues en Dieu et découlant de la nécessité de sa nature ».

### Éthique et esthétique
Ludwig Wittgenstein, dans ses Carnets 1914-1916, établit une corrélation entre l'œuvre d'art, qui est par excellence l'objet envisagé sub specie æternitatis, et la morale, qui procède d'une vision du monde sub specie æternitatis : là se situe le point de jonction entre l'esthétique et l'éthique.
Cette relation est commentée par le philosophe et critique d'art Federico Ferrari dans  Sub specie æternitatis. Arte ed etica (2008).

### Le sentiment océanique
Dans une lettre datée du 5 décembre 1927, Romain Rolland décrit à Freud ce qui sera connu sous le nom de « sentiment océanique » : la sensation de ne faire qu'un avec l'univers, sub specie æternitatis, sensation à laquelle Romain Rolland attribue une connotation religieuse : « J'aurais aimé à vous voir faire l'analyse du sentiment religieux spontané ou, plus exactement, de la sensation religieuse qui est [...] le fait simple et direct de la sensation de l'Éternel (qui peut très bien n'être pas éternel, mais simplement sans bornes perceptibles, et comme océanique). » Freud étudiera ce sentiment dans L'Avenir d'une illusion (1927) et dans Malaise dans la civilisation (1929).

### L'Univers-bloc
Selon l'éternalisme et la théorie de l'Univers-bloc, tout ce qui existe dans le continuum espace-temps existe sub specie æternitatis, autrement dit de toute éternité.